# Oebele Brouwer
Oebele Feike Brouwer (Sneek, 15 februari 1960) is een Nederlands jurist en bestuurder. Hij is partijloos.

## Biografie

### Jurist
Brouwer studeerde rechtsgeleerdheid aan de Rijksuniversiteit Groningen en volgde de Raio-opleiding (rechterlijke ambtenaar in opleiding) en diverse strafrechtelijke- en managementcursussen. Hij vervulde diverse functies als officier van justitie bij het Openbaar Ministerie. Zo was hij achtereenvolgens gebiedsofficier en persofficier voor Noordoost-Friesland, recherche-officier voor Noord-Nederland en laatstelijk recherche-officier voor Het Landelijk Parket. Als persofficier verkreeg hij landelijke bekendheid wegens de moord op Marianne Vaatstra. Op 1 mei 2025 wordt hij strafrechter.

### Burgemeester
Op 13 december 2018 werd Brouwer door de gemeenteraad van Achtkarspelen aanbevolen als nieuwe burgemeester. Op 17 januari 2019 heeft de minister van Binnenlandse Zaken en Koninkrijksrelaties de aanbeveling overgenomen en besloten hem te laten benoemen middels koninklijk besluit met ingang van 7 februari 2019. Op 7 februari 2019 werd Brouwer beëdigd en geïnstalleerd door de commissaris van de Koning in Friesland.
Brouwer kreeg als burgemeester van Achtkarspelen openbare orde & veiligheid, veiligheidshuis, politie & brandweer, regionale samenwerking, ANNO - versnellingsagenda, het algemeen- en dagelijks bestuur van de gemeenschappelijke regeling werkmaatschappij 8KTD, verkiezingen en statushouders & asielzoekers in zijn portefeuille. Op 30 januari 2025 werd Jouke Douwe de Vries burgemeester van Achtkarspelen.

### Nevenfuncties
Naast zijn nevenfuncties ambtshalve werd Brouwer lid van de Activiteitencommissie van de Wettersportferiening Tusken Mar en Leyen, bestuurslid van de Stichting Foar de Neiteam, voorzitter van de website Eastermar en lid van de onderzoekscommissie Landelijke Eenheid Driebergen. Op 5 april 2023 werd hij, na de Provinciale Statenverkiezingen van 2023, door de BBB gevraagd om als formateur een coalitie te vormen in Friesland.

### Persoonlijk
Brouwer is getrouwd en vader van twee kinderen. Zijn hobby's zijn watersport en wandelen.